# Anonymní alkoholici

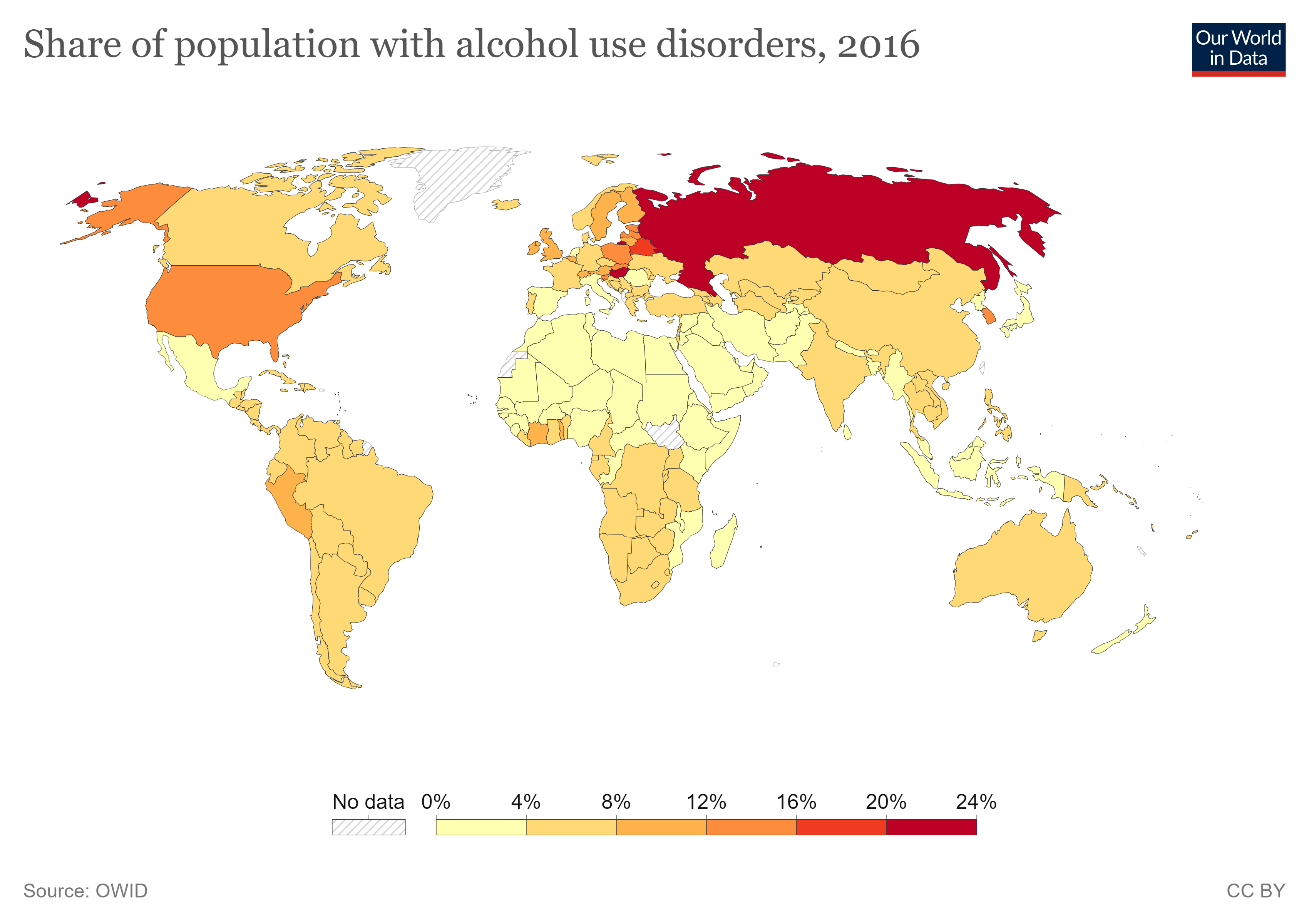
Světová mapa Alkoholismu

Anonymní alkoholici (AA) je mezinárodní svépomocná skupina pro osoby postižené alkoholismem. Založena byla v roce 1935 (dva roky po konci prohibice v USA) Billem Wilsonem a Bobem Smithem v Akronu v americkém státě Ohio.
Tyto skupiny sdružují lidi, kteří mají problém s užíváním alkoholu.
V České republice je společenství AA od roku 1990 a dnes je zde více než 60 skupin ve 41 městech. V Praze a Brně probíhají mítinky každý den.

## Charakteristika
Anonymní alkoholici jsou společenstvím lidí, kteří spolu sdílejí své zkušenosti, sílu a naději, že dovedou vyřešit svůj společný problém a pomoci ostatním k uzdravení z alkoholismu.
Jediným požadavkem pro členství v AA je touha přestat pít. Nemají žádné povinné poplatky ani vstupné, jsou soběstační díky vlastním dobrovolným příspěvkům.
Anonymní alkoholici nejsou spojeni s žádnou sektou, církví, politickou organizací ani s žádnou jinou institucí. Stojí stranou od jakékoli rozepře. Nepodporují žádné vnější programy ani žádným jiným programům neodporují. Jejich prvotním účelem je zůstat střízliví a pomáhat ostatním alkoholikům střízlivosti dosahovat vzájemnou terapií.